# 3503 Brandt
3503 Brandt (1981 EF17) là một tiểu hành tinh vành đai chính được phát hiện ngày 1 tháng 3 năm 1981 bởi Bus, S. J. ở Siding Spring.